# Isidore de Lara

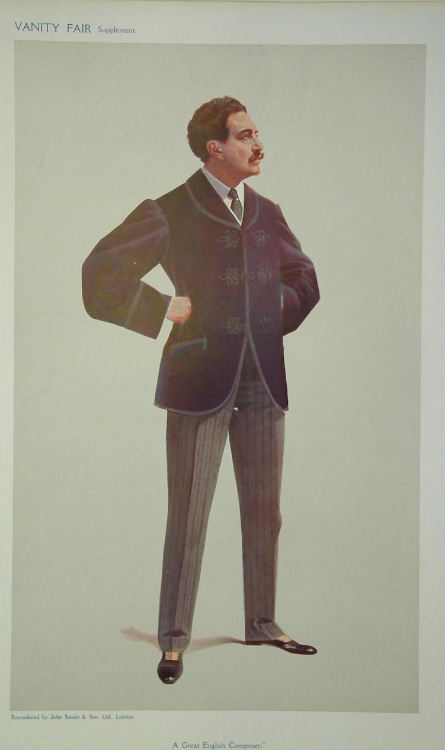
Isidore de Lara

Isidore de Lara (Londres, 9 de Agosto de 1858 - Paris, 2 de Agosto de 1935), nascido Isidore Cohen, foi um compositor de canções e óperas que se notabilizou não tanto devido ao seu talento mas por ter mantido um caso amoroso com a princesa Alice do Mónaco.
Nascido e educado em Londres, teve as suas primeiras óperas produzidas no Covent Garden. Os seus últimos trabalhos (o mais famoso dos quais foi Messaline, ópera inspirada numa pintura de Henri de Toulouse-Lautrec), foram produzidos em Monte Carlo, onde ele conheceu Marie Alice Heine, a princesa esposa de Alberto I, Príncipe do Mónaco, da qual se tornou amante. Descoberto o caso, em 1902 Alice e Alberto I separaram-se judicialmente, não sem que este a tivesse esbofeteado em público, o que causou enorme escândalo.
Faleceu em Paris a 2 de Agosto de 1935.
As suas óperas incluem:
- The Light of Asia (1892, Covent Garden)
- Amy Robsart (1893, Covent Garden)
- Moïna (1897, Monte Carlo)
- Messaline (1899, Monte Carlo)
- Soléa (1907)
- Naïl (abt. 1910)
- Les Trois Mousquetaires (abt. 1920)